# الصيرة (النادرة)

تعديل مصدري - تعديل

الصيرة هي إحدى قرى عزلة العارضة بمديرية النادرة التابعة لمحافظة إب، بلغ تعداد سكانها 228 نسمة حسب تعداد اليمن لعام 2004.